# Nephele malgassica
Nephele malgassica är en fjärilsart som beskrevs av Felder 1874. Nephele malgassica ingår i släktet Nephele och familjen svärmare. Inga underarter finns listade i Catalogue of Life.